# L'Instinct qui veille

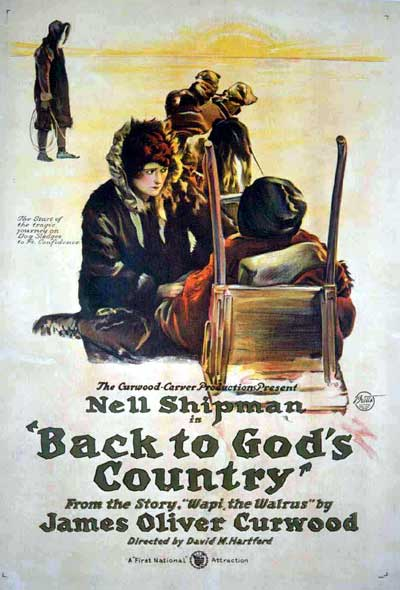
Affiche du film.

L'Instinct qui veille (Back to God's Country) est un film canadien réalisé par David Hartford, sorti en 1919. 
C'est un des premiers longs-métrages canadiens. Avec un budget de 67 000 $ il a été un succès commercial aussi bien au Canada qu'à l'étranger

## Fiche technique
- Réalisation : David Hartford
- Scénario : Nell Shipman
- Producteurs : James Oliver Curwood, Ernest Shipman (non crédité)
- Photographie : Dal Clawson, Joseph Walker
- Montage : Cyril Gardner
- Production : Canadian Photoplays Ltd.
- Distributeur : First National Exhibitor's Circuit (qui deviendra ultérieurement First National Pictures)
- Durée : 73 minutes
- Date de sortie : 27 octobre 1919

## Distribution
- Nell Shipman : Dolores LeBeau
- Charles Arling : 'Sealskin' Blake
- Wheeler Oakman : Peter Burke

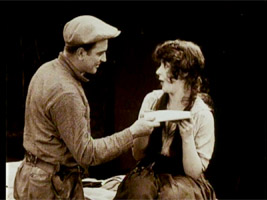
Une scène du film.

- Wellington A. Playter : Captain Rydal
- Ronald Byram : Peter Burke (non crédité)
- William Colvin : Mountie Shot by Rydal (non crédité)
- Roy Laidlaw : Baptiste LeBeau, Dolores' Father (non crédité)
- Kewpie Morgan : Bully in Bar Who Shoots Chinaman (non crédité)
- Charles B. Murphy : The Half-Breed (non crédité)

## Préservation
Back to God's Country a été projeté au Festival de Toronto 1984 dans le cadre d'une rétrospective de films ayant une importance artistique ou culturelle dans l'histoire du cinéma canadien, ainsi qu'au Festival international du film de Toronto 2003.
Le film a fait l'objet de deux remakes à Hollywood. Une copie du film original a été retrouvée en Europe et restaurée en 1985. Une copie du film est conservée dans les archives de la Bibliothèque du Congrès et est ressorti en DVD par Milestone Films.